# Fico ruminale
(Tacito, Annales, XIII, 58)

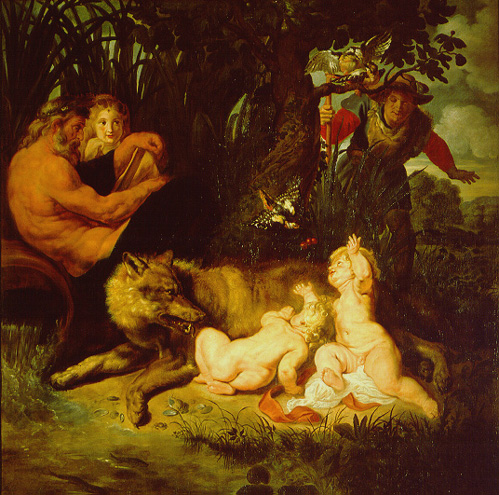
Rubens, Romolo e Remo allattati dalla Lupa (Roma, Musei Capitolini)

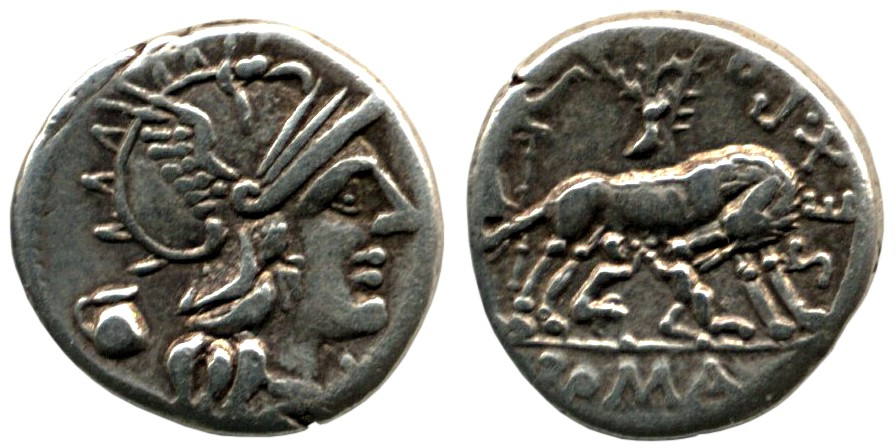
Il fico ruminale sul verso di una moneta da un denario

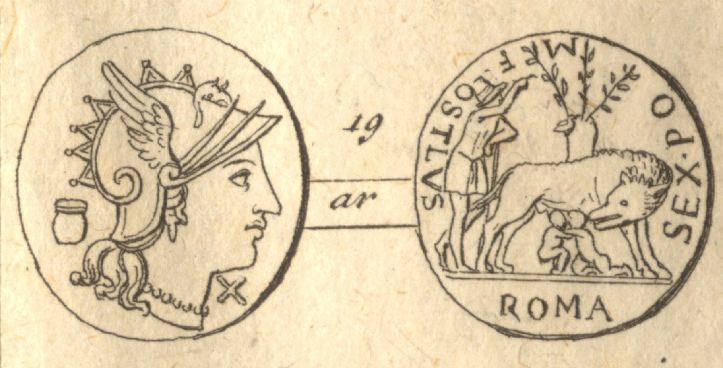
La stessa moneta, in uno schizzo idealizzato

Il fico ruminale (in latino: ficus ruminalis) fu, secondo il mito della fondazione di Roma, l'albero di fico selvatico nei pressi del Tevere sotto il quale Romolo e Remo furono allattati dalla lupa (e che secondo Livio si chiamava anche Romulare dal fondatore della città di Roma).

## La leggenda
La leggenda di Romolo e Remo narra che i due gemelli nacquero da Marte e Rea Silvia dopo che il dio della guerra aveva posseduto con la forza la giovane vestale di Alba Longa. Essendo prole illegittima, i gemelli vennero quindi strappati alla madre per essere uccisi, ma un servo pietoso li sottrasse a morte sicura adagiandoli piuttosto in una cesta, che fu affidata alle acque del Tevere. Trasportata dallo straripamento del fiume, la cesta si fermò in una pozza sotto il fico ruminale, nel punto in cui la lupa sarebbe venuta ad allattarli. Secondo alcune fonti, il fico si ergeva alle pendici del colle Palatino, nei pressi della grotta chiamata Lupercale, mentre nell'iconografia è spesso rappresentato con un picchio appollaiato sui suoi rami.

## Etimologia
L'etimologia dell'epiteto "ruminale" non è chiara e su di essa fin dall'antichità molti autori classici (tra gli altri Plinio il Vecchio, Tito Livio, Varrone, Plutarco e Dionigi di Alicarnasso) hanno formulato varie interpretazioni. Secondo alcuni deriverebbe dal latino "ruma" (mammella), parola che starebbe all'origine dei nomi di Romolo e Remo (così come, secondo Herbig, del nome della città di Roma, col significato di "prosperosa, generosa, potente"); secondo altri, al contrario, il fico prese il nome da Romolo, tant'è che gli stessi autori latini lo chiamavano talvolta ficus Romularis. Altri infine ipotizzano un'etimologia etrusca.

## La sacralità del fico
Ad ogni modo, fin dall'antichità il fico fu collegato alla fondazione di Roma e considerato un albero fausto; era venerato soprattutto dai pastori, che vi si recavano con offerte di latte. Più tardi vennero create due nuove divinità, Jupiter Ruminalis e Rumina.
Sebbene il fico ruminale fosse in origine solamente quello in riva al Tevere presso il quale si era fermata la cesta con i gemelli abbandonati, nel corso dei secoli successivi e fino in epoca imperiale altri alberi di fico furono oggetto di venerazione, talvolta con l'epiteto di "ruminale".
Tra questi il fico navio (ficus navia), che secondo la leggenda sorse spontaneo in un luogo colpito da un fulmine (Plinio, Nat. Hist. 15.77) oppure nacque da un virgulto del fico ruminale ivi piantato da Romolo. Lo stesso albero sarebbe poi stato trasferito dal sito originario al Comitium, nei pressi di una statua dell'augure Atto Navio dal quale prese il nome.
Se Tito Livio afferma che nel 296 a.C. gli edili Gneo e Quinto Ogulnio avevano eretto ad ficum ruminalem un monumento che rappresentava i gemelli e la lupa, Ovidio racconta che alla sua epoca (43 a.C. - 18 a.C.) del fico non rimanevano che le vestigia. Plutarco e Plinio (Naturalis Historia 15.77) narrano invece che un fico fu piantato nel Foro Romano in quanto ritenuto di buon auspicio, e che ogni qual volta la pianta moriva veniva prontamente rimpiazzata con una nuova. Tacito aggiunge (Ann. 13.58) che nel 58 d.C. l'albero ruminale iniziò a inaridire: ciò fu visto come un cattivo presagio, ma la pianta risorse con gran sollievo della popolazione.